# Marcellinara
Marcellinara es una localidad italiana de la provincia de Catanzaro, región de Calabria, con 2.188 habitantes.

## Evolución demográfica
| Gráfica de evolución demográfica de Marcellinara entre 1861 y 2001 |
|                                                                    |
| Fuente ISTAT - Elaboración gráfica por parte de Wikipedia          |